# Блюмзак, Рене
Рене Блюмзак (нем. Rene Blyumzak) — коммунистка, антифашистка, участница движения сопротивления в Германии, советская разведчица, член разведывательной сети Красная капелла. Оперативный псевдоним Нора.

## Биография
Родилась 2 января 1907 года в Андерлехте. Была завербована своей сестрой Жерменой Шнайдер и привлечена к курьерской работе с целью обеспечения связи между Брюсселем и Парижем. После ареста и допроса Жермены в июне 1942 года бежала вместе с мужем Жозефом и укрылась в доме Ивонны Пельманс. 7 января была арестована в Брюсселе и отправлена в Германию. Там она и скончалась в мае 1945 года.